# Liste der Pfarren im Dekanat Weyer
Das Dekanat Weyer war ein Dekanat der römisch-katholischen Diözese Linz, das zuletzt 9 Pfarren umfasste. 

## Seelsorgeverbände
Das Dekanat Weyer war zuletzt (2022) in zwei Seelsorgeverbände organisiert: 
- Seelsorgeverband Ternberg (mit den Pfarren Laussa, Losenstein, Reichraming, Ternberg)
- Seelsorgeverband Weyer (mit den Pfarren Gaflenz, Großraming, Kleinreifling, Maria Neustift, Weyer)

## Auflösung
Das Dekanat wurde zum 31. Dezember 2022 im Zuge der von Bischof Manfred Scheuer umgesetzten Strukturreform der Diözese Linz als kirchliche Verwaltungseinheit aufgelöst und durch die mit 1. Jänner 2023 neu gegründete Pfarre Ennstal ersetzt, dem die bis dahin eigenständigen Pfarren als "Pfarrteilgemeinden" angehören. Die Seelsorger in den Pfarrteilgemeinden wurden dem hauptverantwortlichen Pfarrer der Pfarre Ennstal als Kooperatoren zugeordnet.

## Pfarren mit Kirchengebäuden und Kapellen
| Pfarre         | Seelsorgeraum | Patrozinium                            | Kirchengebäude und Kapellen                                                    | Bild                       |
| -------------- | ------------- | -------------------------------------- | ------------------------------------------------------------------------------ | -------------------------- |
| Gaflenz        | Weyer         | Hl. Andreas                            | Pfarrkirche Gaflenz Filialkirche Heiligenstein, Hauskapelle in Pretboding      | Pfarrkirche Gaflenz        |
| Großraming     | Weyer         | Hl. Jakobus                            | Pfarrkirche Großraming Filialkirche Brunnbach, Schulkapelle in Pechgraben      | Pfarrkirche Großraming     |
| Kleinreifling  | Weyer         | Hl. Josef                              | Pfarrkirche Kleinreifling                                                      | Pfarrkirche Kleinreifling  |
| Laussa         | Ternberg      | Mariä Himmelfahrt                      | Pfarrkirche Laussa Sengstschmiedkapelle in Pechgraben                          | Pfarrkirche Laussa         |
| Losenstein     | Ternberg      | Hl. Blasius                            | Pfarrkirche Losenstein                                                         | Pfarrkirche Losenstein     |
| Maria Neustift | Weyer         | Maria, Heil der Kranken und Hl. Oswald | Pfarrkirche Maria Neustift                                                     | Pfarrkirche Maria Neustift |
| Reichraming    | Ternberg      | Hl. Franz von Sales                    | Pfarrkirche Reichraming                                                        | Pfarrkirche Reichraming    |
| Ternberg       | Ternberg      | Hll. Petrus und Paulus                 | Pfarrkirche Ternberg Filialkirche Ternberg-Trattenbach, Kapelle Wurmbachgraben | Pfarrkirche Ternberg       |
| Weyer          | Weyer         | Hl. Johannes Evangelist                | Pfarrkirche Weyer an der Enns Marktkirche                                      | Pfarrkirche Weyer          |

## Liste der Dechante
- 2005–2022 Friedrich Lenhart, Pfarrer von Ternberg